# Gösta Blad

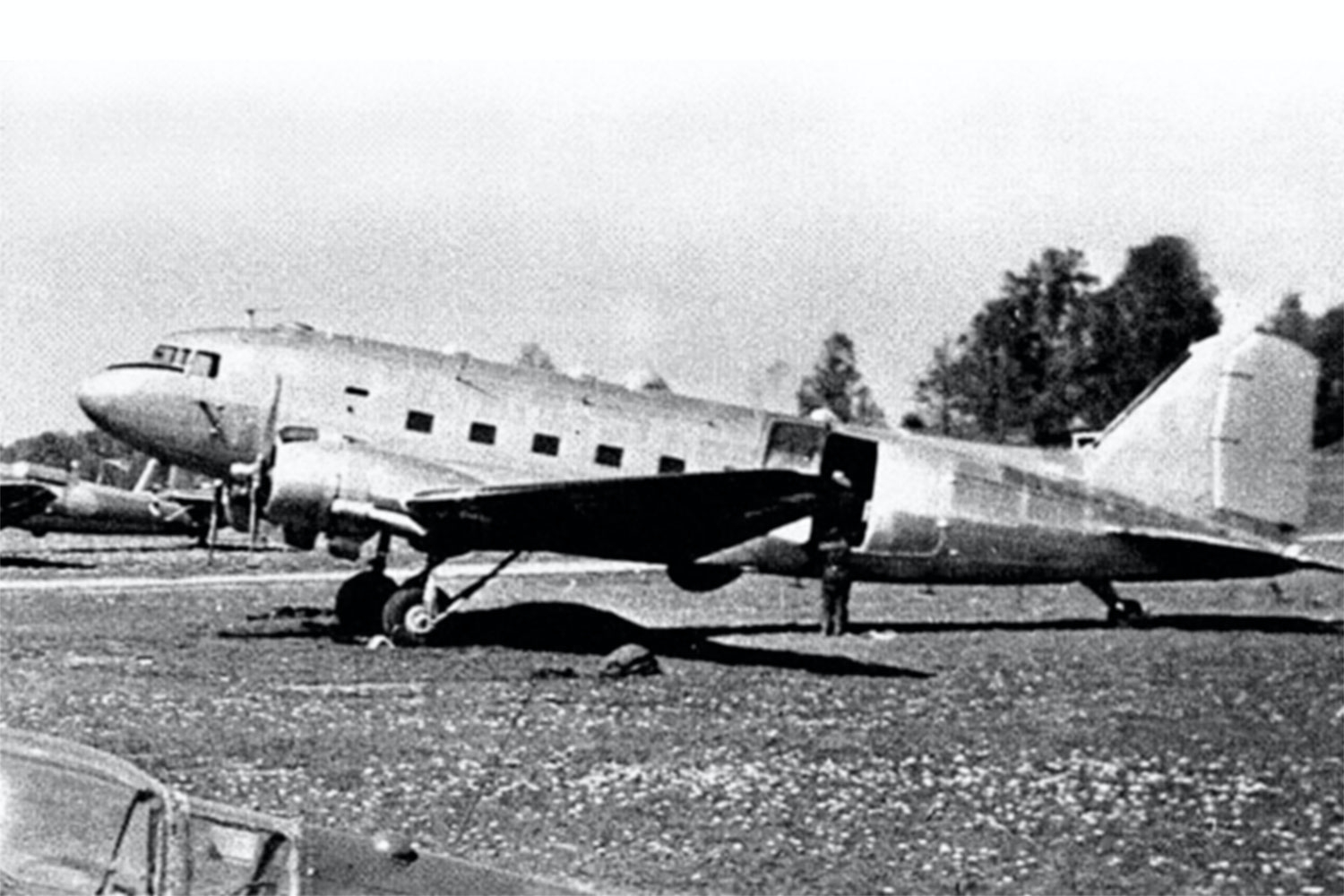
DC 3:an, en Tp 79 Hugin med flypvapennummer 79001 på F 8 Barkarby 1951.

Karl Gösta Blad, född 4 augusti 1920, död 13 juni 1952, var militär (fanjunkare) i flygvapnet och navigatör och signalist på det svenska signalspaningsplanet som sköts ner av ett sovjetiskt Mig-15-plan den 13 juni 1952 över internationellt vatten öster om Gotska Sandön under en topphemlig flygning i närheten av en stor sovjetisk marinövning. Blad och piloten på DC3:an, Alvar Älmeberg, hade båda tjänstgjort på Flygräddningsgruppen allt sedan starten 1947.
Planet återfanns genom försorg av en privat efterforskningsexpedition som leddes av dykaren och den tidigare stridspiloten Anders Jallai den 10 juni 2003. Vraket låg på 120 meters djup, 55 kilometer öster om Gotska Sandön. Blads kvarlevor hittades i vraket och identifierades av ID-kommissionen år 2004. Ombord vraket hittades också Blads plånbok.
Den 13 juni 2004, efter exakt 52 år, tilldelades männen som var med på flygningen postumt Försvarsmaktens förtjänstmedalj i guld under en ceremoni på Berga örlogsskolor. Medaljerna överräcktes av överbefälhavare (ÖB) Håkan Syrén till anhöriga efterlevande.